# 이영언
이영언(1899년 10월 23일~1971년 8월 16일)은 대한민국의 정치인이다. 제3·4대 국회의원을 지냈다.

## 역대 선거 결과
|  | 38.89% |

|  | 0% |